# Javni zavod Študentski domovi v Ljubljani
Javni zavod Študentski domovi v Ljubljani (pogosto imenovan tudi Študentski dom Ljubljana ali ŠDL), ustanovljen leta 2012, je javni zavod Republike Slovenije, ki upravlja z javnimi študentskimi domovi v Ljubljani.

## Nastanek in razvoj
Pobuda za ustanovitev Študentskega doma Ljubljana (ŠDL) je bila podana leta 1947 na seji Sveta za kulturo in prosveto. Prvi študentski dom Dom I v Rožni dolini, je bil dokončan leta 1950 in je imel 248 ležišč. Leta 1952 je Svet za kulturo in prosveto ustanovil javno službo »Študentsko naselje«, predhodnika današnjega ŠDL. Do leta 1954 so v Rožni dolini zgradili še štiri domove, ki so skupno nudili 1.475 ležišč.
V šestdesetih in sedemdesetih letih so zgradili več novih domov, vključno s prvimi apartmajskimi enotami. Leta 1979 so se študentski domovi v Ljubljani združili v Študentski center Ljubljana. V obdobju 1979–1982 so bila zgrajena naselja na Kardeljevi ploščadi. 
Leta 2012 je prišlo do združitve »Študentskih domov v Ljubljani« in »Doma podiplomcev in gostujočih profesorjev Ljubljana«, kar je oblikovalo današnji javni zavod ŠDL, ki danes upravlja 29 domov s 7.500 ležišči.

## Študentski domovi
| Ime               | Naslov                | Zgrajen | Kapaciteta | m²/neto | Tip kapacitete                   |
| ----------------- | --------------------- | ------- | ---------- | ------- | -------------------------------- |
| Dom I             | Svetčeva ulica 9      | 1950    | 304        | 3990    | dvoposteljna soba / garsonjera   |
| Dom II            | Svetčeva ulica 9      | 1950    | 338        | 4609    | apartma                          |
| Dom III           | Svetčeva ulica 9      | 1952    | 166        | 3008    | dvoposteljna soba                |
| Dom IV            | Svetčeva ulica 9      | 1953    | 350        | 4459    | dvoposteljna soba / apartma      |
| Dom V             | Svetčeva ulica 9      | 1954    | 188        | 3875    | apartma                          |
| Dom VI            | Svetčeva ulica 9      | 1961    | 182        | 2584    | dvoposteljna soba                |
| Dom VII           | Svetčeva ulica 9      | 1962    | 168        | 2584    | dvoposteljna soba                |
| Dom VIII          | Svetčeva ulica 9      | 1968    | 197        | 2868    | dvoposteljna soba                |
| Dom IX            | Svetčeva ulica 9      | 1971    | 212        | 2868    | dvoposteljna soba                |
| Dom X             | Svetčeva ulica 9      | 1971    | 217        | 2868    | dvoposteljna soba / apartma      |
| Dom XI            | Svetčeva ulica 9      | 1983    | 291        | 3983    | apartma / garsonjera             |
| Dom XII           | Svetčeva ulica 9      | 1984    | 193        | 3125    | apartma / garsonjera             |
| Dom XIII          | Svetčeva ulica 9      | 1986    | 192        | 2519    | apartma                          |
| Dom XIV           | Svetčeva ulica 9      | 1996    | 168        | 2492    | apartma                          |
| Dom Ilirska       | Ilirska 2             | 1961    | 300        | 3675    | apartma                          |
| Dom VŠZ           | Zdravstvena pot 3     | 1971    | 186        | 2856    | dvoposteljna soba                |
| Dom Poljanska     | Poljanska cesta 59    | 2006    | 224        | 10681   | dvoposteljna / enoposteljna soba |
| Dom FDV           | Kardeljeva ploščad 5  | 2006    | 289        | 6441    | apartma                          |
| Dom A             | Kardeljeva ploščad 15 | 1979    | 220        | 2769    | apartma                          |
| Dom B             | Kardeljeva ploščad 13 | 1979    | 256        | 3219    | apartma                          |
| Dom C             | Kardeljeva ploščad 14 | 1981    | 291        | 3569    | apartma                          |
| Dom D             | Kardeljeva ploščad 12 | 1982    | 259        | 3219    | apartma                          |
| Dom Topniška      | Topniška 31           | 1981    | 419        | 6631    | dvoposteljna soba                |
| Hacquetova        | Hacquetova 3 in 6     |         | 6          |         | dve invalidski stanovanji        |
| Akademski kolegij | Vilharjeva 13         | 1938    | 206        | 5326    | dvoposteljna soba                |
| Dom Gerbičeva 59  | Gerbičeva 59          | 1963    | 180        | 2173    | dvoposteljna soba                |
| Dom ŠD3           | Cesta v Mestni log 70 | 1984    | 457        | 5930    | apartma                          |
| Dom ŠD4           | Cesta v Mestni log 72 | 1985    | 454        | 5930    | apartma                          |
| Litostroj         | Litostrojska 55       | 2006    | 406        | 11623   | apartma / garsonjera             |
| Dom podiplomcev   | Gosarjeva 9           | 2000    | 172        | 6067    | apartma / garsonjera             |